# Uova alla Benedict
Le uova alla Benedict (dall'inglese eggs Benedict) sono un piatto statunitense consumato durante la colazione o il brunch composto da due metà di un muffin inglese guarnite con pancetta canadese, un uovo in camicia e salsa olandese. Ne esistono molte varianti.

## Storia
Secondo l'Encyclopedia Larousse della cucina, in origine l'uovo era un piatto di lusso presso i monasteri benedettini, dove al mattino i monaci non mangiavano che una fetta di pane raffermo. Nei giorni festivi i contadini vi portavano uova in numero sufficiente per tutti i monaci, i quali facevano cuocere le uova in camicia, ponendole poi ciascuna su una fetta di pane raffermo.
Sebbene si pensi che le uova alla Benedict abbiano avuto origine a New York, la sua invenzione è rivendicata da più parti. I menù del ristorante Delmonico's di Lower Manhattan riportano che il piatto "fu creato presso i nostri forni nel 1860". Charles Ranhofer, uno chef che aveva lavorato al Delmonico's, pubblicò una ricetta degli Eggs à la Benedick nel 1894.
Stando a quanto riporta invece un'intervista all'agente di borsa in pensione Lemuel Benedict, pubblicata nel 1942 (un anno prima della sua morte) nella colonna Talk of the Town del New Yorker, egli andò all'hotel Waldorf nel 1894 e, nel tentativo di curare i sintomi di una sbornia mattutina, ordinò "toast imburrato, uova in camicia, pancetta croccante e un po' di salsa olandese". Oscar Tschirky, il maître dell'albergo, sarebbe rimasto così colpito dalla combinazione di ingredienti ordinati da Benedict che avrebbe deciso di inventare un piatto che li conteneva, sostituendo il pane tostato con i muffin.
Stando a una quarta versione, le eggs Benedict furono preparate da Edward P. Montgomery per conto del commodoro E. C. Benedict. Nel 1967 Montgomery inviò una lettera al giornalista alimentare del New York Times Craig Claiborne in cui asseriva di aver ricevuto una ricetta per preparare le uova alla Benedict tramite lo zio, amico del commodoro. A differenza di quella descritta da Ranhofer, la ricetta del commodoro Benedict e di Montgomery è a base di una salsa olandese a cui viene aggiunta "una miscela di prosciutto e uova sode calde".

 
Nel 1907 Auguste Escoffier descrisse così le "uova Benedict" nel suo libro Ma cuisine: 
(Auguste Escoffier)